# Римское
Ри́мское — деревня в Пудожском районе Республики Карелия Российской Федерации. Входит в состав Пяльмского сельского поселения. Стоит при федеральной трассе А-119

## География
Расположена вблизи автодороги Пудож—Медвежьегорск, в трёх километрах к югу от посёлка Пудожгорский.
В 4 км к югу от деревни находится Пудожгорское месторождение титаномагнетитовых руд.

## История
До упразднения уездно-губернского деления (1927) деревня Римская — административный центр Римской волости Повенецкого уезда Олонецкой губернии.

## Население
| 2002 | 2009 | 2010 | 2013 |
| ---- | ---- | ---- | ---- |
| 67   | ↘46  | ↘27  | ↘21  |

### Историческая численность населения
Численность населения в 1905 году составляла 137 человек.

## Инфраструктура
Личное подсобное хозяйство с зоной сельскохозяйственного использования, индивидуальная застройка усадебного типа.

## Достопримечательности, памятные места
Сохраняются памятники истории и архитектуры:
- полуразрушенная деревянная церковь Святого Варлаама Хутынского (XIX век)[7]
- Памятное место, где в 1919 году Петрозаводским отрядом особого назначения под командованием Н. Н. Дорофеева было остановлено наступление белогвардейских частей
- Братская могила советских воинов, погибших в годы Советско-финской войны (1941—1944).

## Транспорт
Автобусное сообщение с райцентром. Остановка общественного транспорта «Поворот на Римское».